# Liste profanierter Kirchen im Erzbistum Hamburg

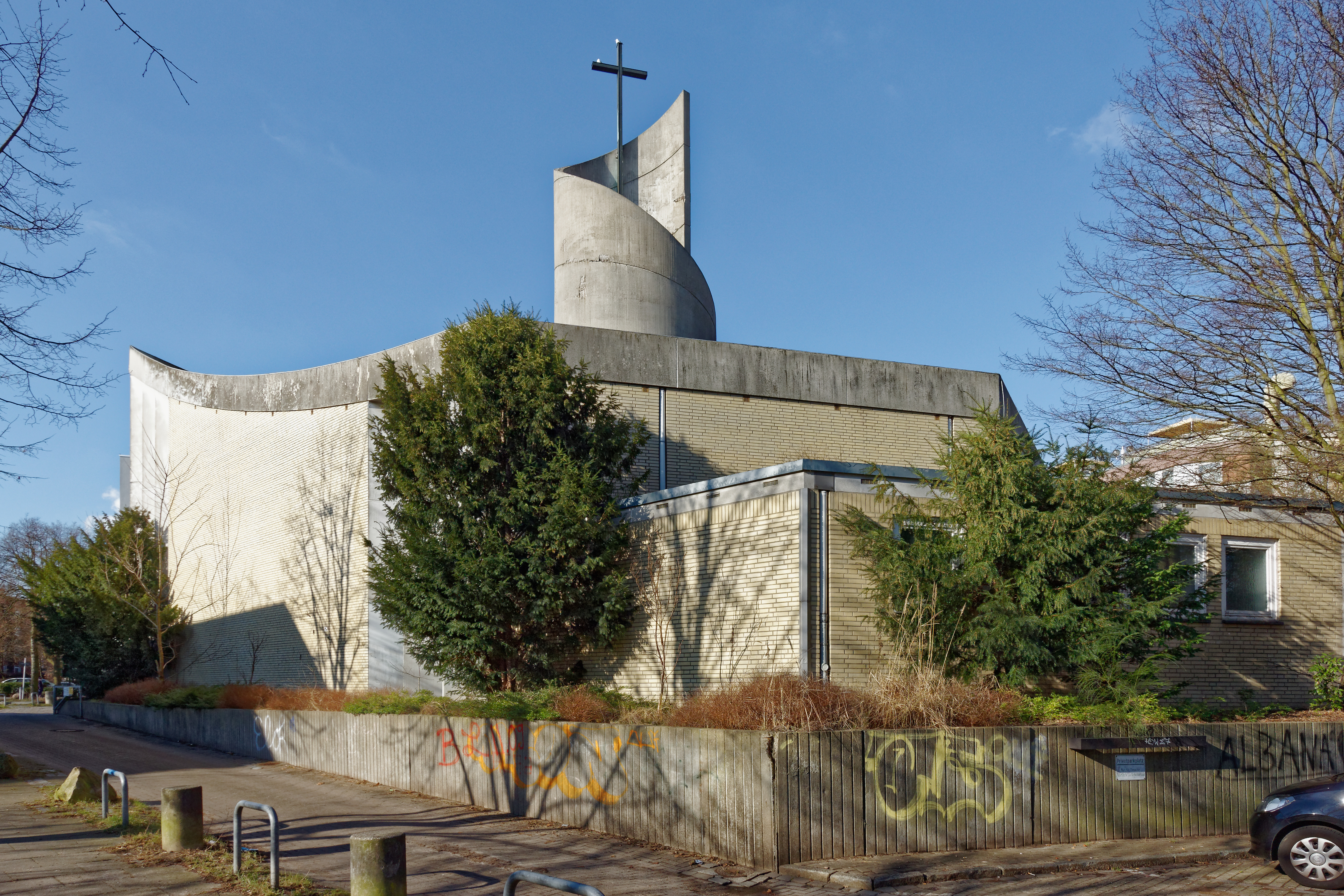
Ehemalige St.-Maximilian-Kolbe-Kirche in Hamburg-Wilhelmsburg

Die Liste profanierter Kirchen im Erzbistum Hamburg führt Kirchen und Kapellen auf, die im Erzbistum Hamburg und seinen Vorgängerbistümern profaniert wurden. Sie wurden oder werden verkauft, umgewidmet, umgebaut oder abgerissen.
Ökonomische Zwänge durch Rückgang der Kirchensteuereinnahmen sowie Priestermangel und Rückgang der Zahl praktizierender Katholiken im Erzbistum Hamburg führen dazu, dass einerseits Gemeinden zu größeren Pfarreien zusammengeführt werden, andererseits aber auch Kirchen geschlossen werden.
- Filialkirche St. Josef, Neumünster-Einfeld (1991 profaniert)
- Filialkirche St. Maria Goretti, Schönberg (Mecklenburg), 1953 geweiht, 1996 profaniert[1]
- Filialkirche St. Ansgar, Boostedt (2000 profaniert, genutzt durch ein Bestattungsinstitut)
- bisherige Kirche St. Maria, Dömitz (2000 profaniert), durch einen Neubau an anderer Stelle ersetzt
- bisherige Dreifaltigkeitskirche, Kühlungsborn (2000 profaniert), 1999 durch eine neu erbaute Kirche gleichen Namens ersetzt
- Kirche St. Christopherus, Damgarten (2001 profaniert, seit 2008 Stadtbibliothek)[2][3]
- Filialkirche St. Josef, Lägerdorf (2001 profaniert, seit 2002 genutzt durch ein Bestattungsinstitut)[4]
- Filialkirche Hl. Geist, Wilster (2001 profaniert, umgenutztes Gebäude abgebrannt am 9. November 2024)[5]
- St. Michael, Burg (Dithmarschen) (vor 2002 profaniert)[6]
- Filialkapelle St. Antonius, Bernitt (2002 profaniert)[7][8]
- Kirche St. Knud, Friedrichstadt (Nordfriesland) (2003 profaniert, seit 2007 jedoch wieder kath.-gottesdienstlich genutzt)
- Kirche St. Josef, Kellinghusen (2004 profaniert, abgerissen)[9]
- Filialkirche St. Ansgar, Lübeck-Schlutup (2004 profaniert, 2006 abgerissen)[10]
- Filialkirche St. Konrad, Lübeck-Marli (2004 profaniert)[10]
- Kapelle Regina Martyrium im Studentenwohnheim Alfred-Delp-Haus, Hamburg (2004 profaniert)[11]
- Filialkirche St. Michael, Hamburg-Rissen (2004 profaniert, abgerissen)[11]
- Kirche St. Michael, Flensburg-Weiche (2005 profaniert)[12]
- St. Gereon, Kappeln-Ellenberg (2005 in Begegnungszentrum umgewandelt)[13][14]
- Kapelle Zum Heiligsten Herzen Mariens, Kraak (2005 profaniert)[15]
- Filialkirche Hl. Geist, Schenefeld (Holstein) (2005 profaniert)
- Kapelle „Zum Heiligsten Herzen Jesu und zum Heiligen Herzen Mariä“, Marlow, Ortsteil Gresenhorst (2006 profaniert).[16][17]
- Filialkirche St. Georg, Kiel-Projensdorf (2007 profaniert, Nutzung als Architekturbüro)[18]
- Pfarrkirche Christ König, Kiel-Neumühlen-Dietrichsdorf (2007 profaniert, 2009 abgerissen)[19]
- Filialkirche St. Josef, Hörnum (Sylt) (2008 profaniert, seit 2013 Ausstellung Arche Wattenmeer)
- Kapelle Mariä Himmelfahrt, Alt Meteln (2010 profaniert)[20]
- Kapelle im Haus der katholischen Jugend, Graumannsweg 42, Hamburg (2010 profaniert)[21]
- Filialkirche St. Pius, Pinneberg (2010 profaniert und abgerissen)[22]
- Filialkirche Hl. Familie, Barmstedt (2011 profaniert, 2012 abgerissen)[23]
- Filialkirche St. Bartholomäus, Neumünster-Faldera (am 24. August 2013 profaniert,[24] seit Mai 2015 Kindertagesstätte)[25]
- Filialkirche Heilig Kreuz, Neumünster-Tungendorf (2013 profaniert, 2015 abgerissen)[26][27]
- Filialkirche Maria Königin, Ahrensbök (2013 profaniert)[28][29]
- Kirche St. Maximilian Kolbe, Hamburg-Wilhelmsburg (2014 profaniert, 2015–2022 Umbau zum  Malteser-Campus St. Maximilian Kolbe[30][31][32])
- Kirche St. Klemens, Itzehoe (2017 profaniert, Nutzung als Hospiz durch Arbeiter-Samariter-Bund geplant)[33][34]
- Kapelle Maria Meeresstern, Rerik (2018 profaniert, Kapelle ist weiterhin Teil der Pension Meeresstern. Pachtvertrag läuft noch bis 2022.[35])
- Filialkirche St. Joseph, Leck, profaniert mit Urkunde vom 12. August 2020 und Wirkung vom 30. August 2020[36]
- Filialkirche St. Paulus, Tönning, profaniert mit Urkunde vom 4. November 2020 und Wirkung vom 23. November 2020[37]
- Filialkirche Stella Maris, Heikendorf, profaniert mit Urkunde vom 20. Januar 2021 und Wirkung vom 16. Februar 2021[38]
- Kirche St. Ansgar, Schönberg (Holstein), profaniert am 29. Januar 2022
- Kirche Dreieinigkeit, Kiel-Pries, profaniert am 10. September 2022
- Kirche St. Bonifatius, Kronshagen, profaniert am 17. September 2022
- Kirche Heilig Kreuz, Kiel-Elmschenhagen, profaniert am 19. November 2022
- Kapelle Herz Jesu, Heiligendamm, seit den 1990er Jahren ungenutzt, profaniert am 23. Oktober 2023[39]
- Kapelle St. Vinzenz der Altenwohnanlage St. Vinzenz in Hamburg-Eißendorf, profaniert am 28. April 2024[40]
- St. Birgitta, Lübeck-Sankt Lorenz Süd, konsekriert am 18. November 1962, profaniert am 1. Mai 2024[41]
- St. Johannes der Täufer, Wesenberg, konsekriert am 10. Juni 1967, profaniert am 1. Mai 2024[42]
- Kapelle im ehemaligen Kommunitätsgebäude der Jesuiten (Ansgar-Haus) an der St.-Ansgar-Schule, Hamburg-Borgfelde, profaniert am 9. August 2024[43]
- St. Maria Magdalena, Grabow, benediziert am 28. Oktober 1959, profaniert am 28. September 2024[44]
- Mariä Geburt, Pogreß, benediziert am 22. August 1950, profaniert am 28. September 2024[45]
- St. Marien, Reinfeld (Holstein), benediziert am 5. September 1965, profaniert am 28. September 2024[46]
- St. Michael, Rendsburg, konsekriert am 27. September 1959, profaniert am 31. Oktober 2024[47]
- Hl. Geist, Kropp, benediziert am 21. Dezember 1975, profaniert am 31. Oktober 2024[48]
- Liebfrauenkirche, Lübeck, Stadtbezirk Eichholz, konsekriert am 15. August 1955, am 23. November 2024 Schließungsgottesdienst, seitdem Gottesdienste in evangelischer St.-Christophorus-Kirche[49][50]
- St. Ansgar, Gadebusch, benediziert am 22. November 1970, profaniert am 30. November 2024[51]
- Kapelle Maria Immaculata im ehemaligen Herrenhaus Petschow (Ortsteil von Dummerstorf), benediziert am 8. Dezember 1954, letzter Gottesdienst am 26. Dezember 2024, profaniert mit Wirkung vom 27. Dezember 2024[52]
- Heilig-Geist, Großhansdorf, benediziert am 2. Juli 1962, profaniert mit Wirkung vom 1. April 2025[53]
- Kirche Maria – Braut des Heiligen Geistes, Trittau, 20. Januar 1973 geweiht, 9. Juni 2025 Schließungsgottesdienst, seitdem Gottesdienste in evangelischer Martin-Luther-Kirche.[54]
- St. Bonifatius, Grömitz, benediziert am 22. Juli 1962, letzter Gottesdienst am 2. November 2024, profaniert mit Wirkung vom 1. Juli 2025.[55]
- Kirche Maria Rosenkranz, Dömitz, konsekriert am 3. September 2000, profaniert mit Wirkung vom 1. Juli 2025.[56]

Bereits zur Zeit des Bischöflichen Amtes Schwerin wurde 1976 die Kirche St. Joseph in Neubrandenburg geschlossen und durch den größeren Neubau St. Josef – St. Lukas ersetzt.